# Park Leśny Mścięcino

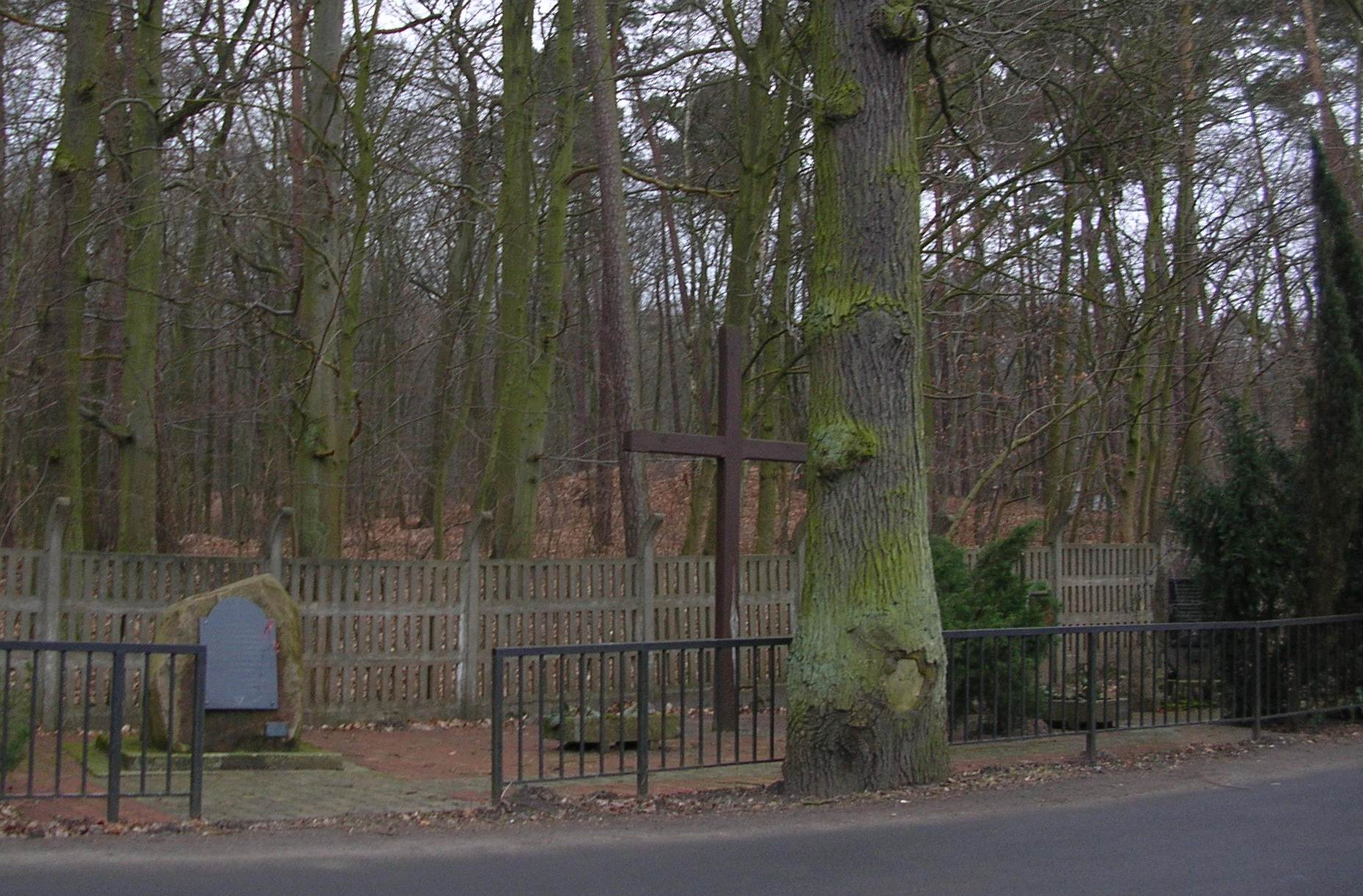
Pomnik przy ul. Ofiar Stutthofu w Policach – Mścięcinie

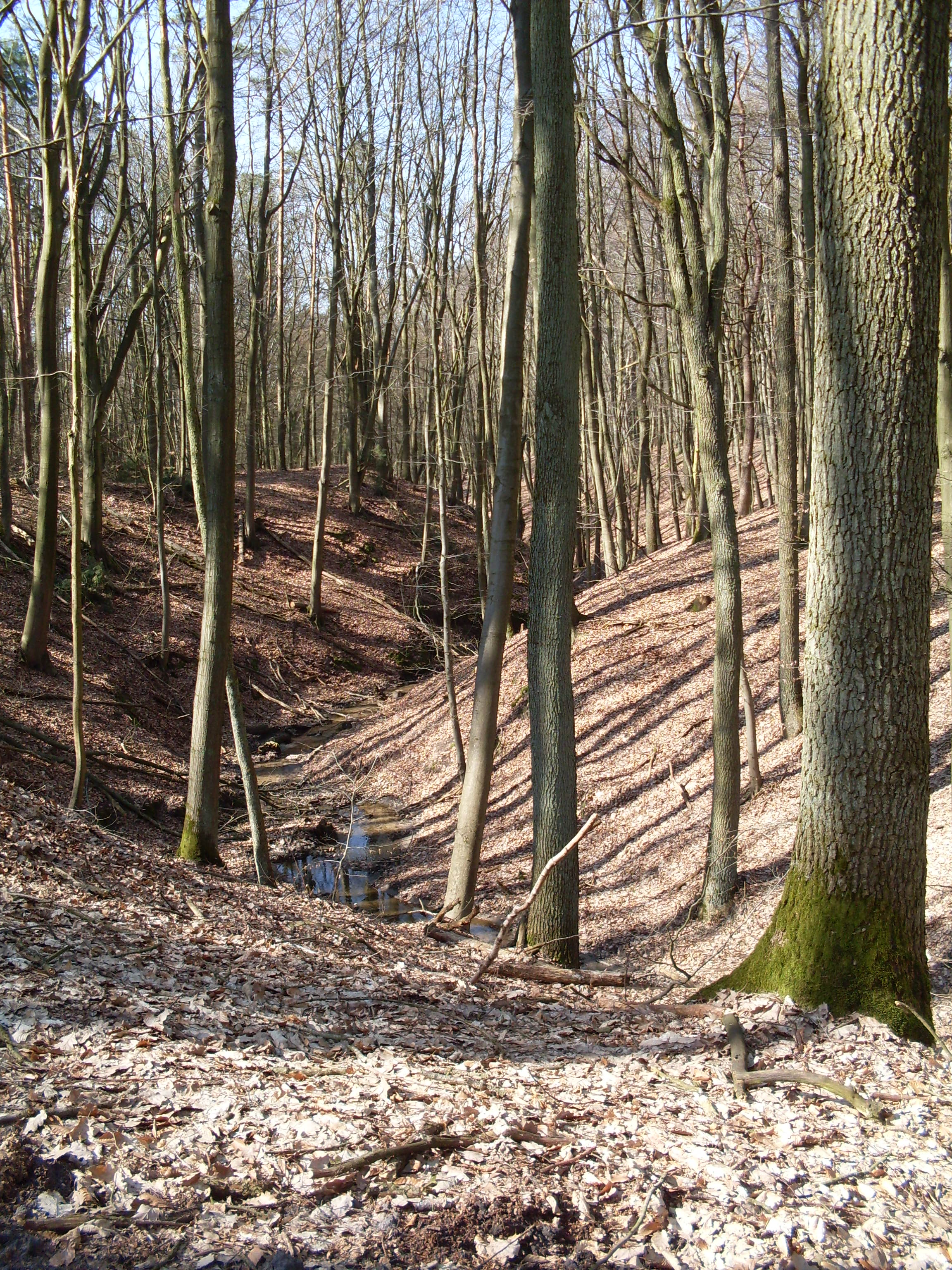
Grzybnica wiosną

Park Leśny Mścięcino – leśny obszar rekreacyjny wchodzący w skład leśnego kompleksu promocyjnego Puszcze Szczecińskie, część Puszczy Wkrzańskiej o powierzchni 297,46 ha położona na Wzgórzach Warszewskich w rejonie osiedla Mścięcino podzielonego granicą między miastami Police i Szczecin. 
Przez park przepływają Przęsocińska Struga i Grzybnica. W północnej części parku przy obecnej ul. Ofiar Stutthofu w Policach w czasie II wojny światowej istniał obóz pracy przy hitlerowskiej fabryce benzyny syntetycznej w Policach będący podobozem KL Stutthof (niem. Außenlager Pölitz bei Stettin). 
Przez południową i wschodnią część parku prowadzi  czerwony pieszy szlak „Ścieżkami Dzików”.